# Nhà tắm công cộng

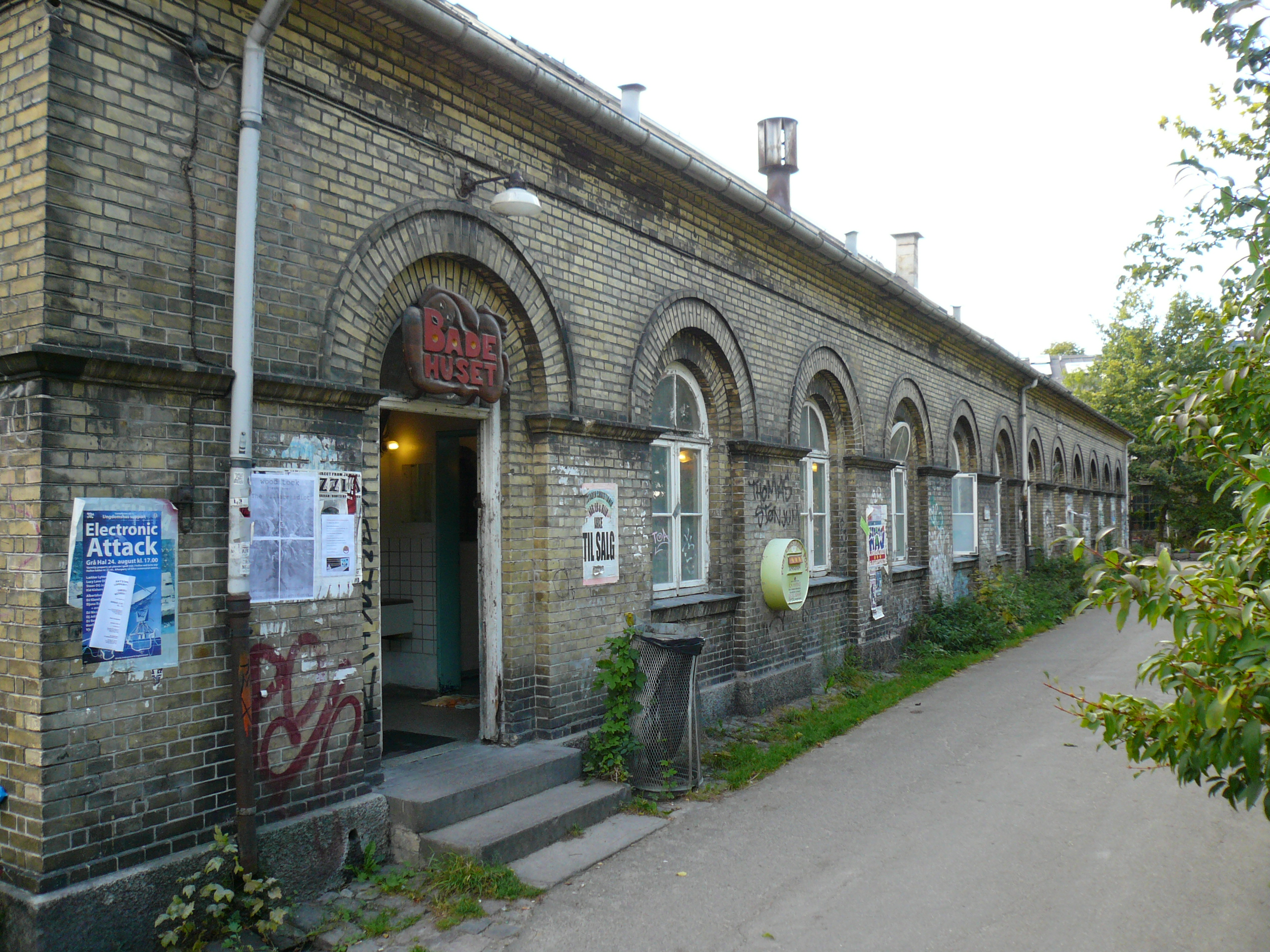
Bên ngoài một nhà tắm công cộng

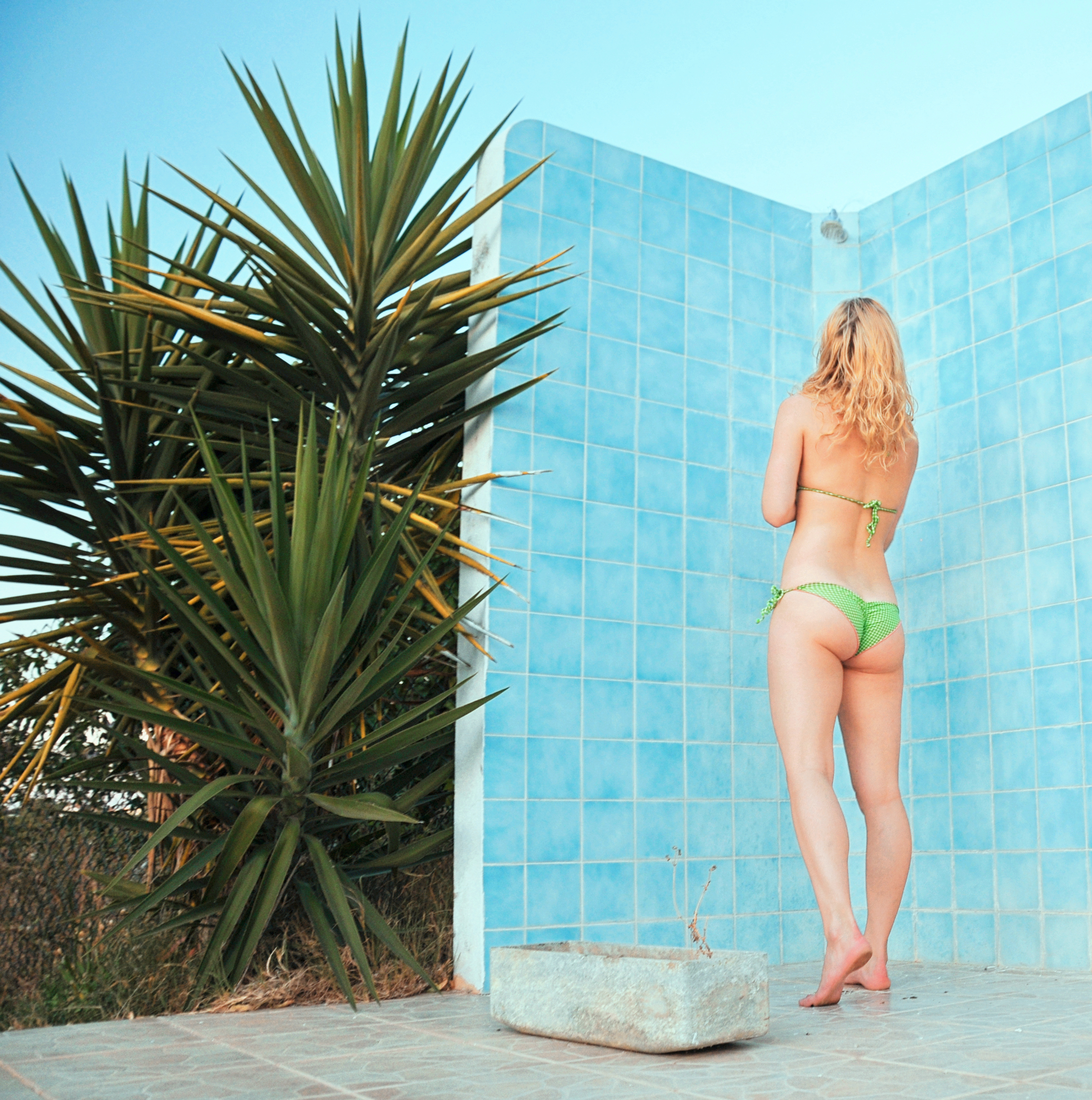
Một phụ nữ tắm tại một nhà tắm công cộng

Nhà tắm công cộng hay phòng tắm công cộng là một công trình xây dựng phục vụ cho việc tắm rửa của cộng đồng trong một khu vực nhất định, nó thường là một tòa nhà hay một khu vực riêng biệt, nhà tắm công cộng được xây dựng do như cầu tắm rửa sạch sẽ của dân cư. Thuật ngữ công cộng hay công chúng có thể gây nhầm lẫn một số người về việc loại này có thể áp dụng cho tất cả mọi người có thể đến tắm nhưng thực tế là trong một số như một số loại phòng tắm công cộng bị hạn chế tùy thuộc vào giới tính, thành viên, tôn giáo, hoặc lý do khác.

## Chức năng
Khi xã hội đã thay đổi, phòng tắm công cộng đã được thay thế như các cơ sở tắm tư nhân (dịch vụ cho thuê phòng tắm gội) đã trở nên phổ biến hơn. Nhà tắm công cộng cũng đã trở thành những hệ thống xã hội với chức năng như là nơi hội họp, gặp gỡ, trò chuyện thậm chí là tâm sự, giãi bày. Và phòng tắm công cộng không chỉ dành cho công chúng tắm gội, trong thời cổ đại hoạt động tắm có thể diễn ra tại nơi công cộng nó còn có chức năng của phòng tắm hơi, massage và các liệu pháp thư giãn thậm chí có nơi nhà tắm công cộng là đại điểm thường xuyên có làm tình nơi công cộng. Các thành viên cộng đồng coi nó như là một nơi để gặp gỡ và xã giao.

## Lịch sử
Các phòng tắm công cộng đầu tiên được tìm thấy trong đống đổ nát ở những di tích của Ấn Độ cổ đại.

### Ở La Mã
Nhà tắm công cộng cổ La Mã là một trong những vết tích rõ ràng nhất về kiến trúc Paris thời Gaule-La Mã. Người La Mã đã có hình thức nhà tắm công cộng dành cho giai cấp quyền thế, giàu có. Lutetia được quy hoạch thành hai phần: một phía trong thành, phần còn lại nằm bên tả ngạn sông Seine, phía đồi Sainte-Geneviève. Đây là khu vực dành cho các dinh thự và những công trình lớn: đấu trường Lutetia ở phố Monge ngày nay, nhà hát ở vị trí trung học Saint-Louis, nhà tắm công cộng phía Đông ở Collège de France, nhà tắm công cộng phía Bắc, tức Cluny.
Nhà tắm công cộng Cluny xây dựng vào thế kỷ 1. Nước cung cấp được dẫn bằng ống máng từ sông Bièvre, cách 16 km. Bên trong nhà tắm chia thành nhiều không gian: phòng tắm lạnh với mái vòm 15 mét nằm chọn trong bảo tàng ngày nay, một phòng tắm nóng ở phía Tây gần đại lộ Saint-Michel, một phòng tắm nóng phía Nam ở góc đại lộ Saint-Michel và phố Du Sommerard. Các nhà tắm này chủ yếu dành cho tầng lớp cao của xã hội khi đó. Hai phòng tắm nóng đã bị sụp đổ một phần vào thế kỷ 18.
Việc nam nữ chung đụng ở nơi tắm tập thể bị cấm dưới thời hoàng đế Julius Cesar (100 - 44 trước công nguyên) nhưng sau đó thì tự do. Tuy có những quy định cấm việc nhìn ngắm và sờ đụng nhau khi tắm chung, nhưng cám dỗ là quá lớn. Theo thời gian, các nhà tắm công cộng trở thành các "resort" của các giai cấp bình dân nghèo hèn, nơi hành nghề mua - bán dâm.

### Thời trung cổ
Thời trung cổ, Phòng tắm công cộng mất lực hút nơi giai cấp quý tộc giàu có, họ bắt đầu thiết kế phòng tắm riêng ở lâu đài, biệt thự. Do nước không phải lúc nào cũng dễ có trữ sẵn mà phải lấy lên từ sông, giếng nên đã xuất hiện việc thuê gánh nước và quy định giới hạn số xô nước cho từng hộ, có thành lập đội kiểm tra. Và vì thế cũng đã sinh ra việc ép các cô gái và thiếu phụ phải khoả thân thì được lấy thêm nhiều xô nước ngoài quy định chung. Còn các hiệp sĩ thì luôn được các trinh nữ xinh đẹp tắm gội cho mỗi khi sắp sửa lên ngựa ra chiến trường.

## Trên thế giới

### Ở Thổ Nhĩ Kỳ
Ở Thổ Nhĩ Kỳ, các phòng tắm công cộng không chỉ là nơi gột rửa bụi bặm trên cơ thể mà còn là chốn quyết định tới hôn nhân đại sự của đời người. Trước đây, các phòng tắm công cộng tại đất nước có sự pha trộn đặc biệt của văn hóa Á – Âu này thường phân thành các khu vực riêng cho nam, nữ. Nhưng ngày nay, hình thức này đã dần được thay thế bởi các phòng tắm chung rộng rãi cho cả hai phái. Đàn ông, phụ nữ đều tự nhiên đi lại trong phòng và trò chuyện thoải mái. Thông qua những lời trò chuyện cởi mở, nếu hai người cảm thấy tâm đầu, ý hợp có thể giữ liên lạc thường xuyên và nảy nở tình cảm yêu đương về sau.
Phong tục này còn quy định, trước lễ cưới một ngày, cô dâu hoặc người mẹ sẽ mời một số bạn bè và các bậc trưởng bối trong họ đều là nữ giới tới tắm rửa tại phòng tắm công cộng. Sau khi mọi người có mặt đông đủ, cô dâu sẽ được người dắt đi một vòng tròn quanh phòng tắm và thực hiện nghi thức hôn nhẹ lên tay các bậc trưởng bối. Người mẹ sẽ rải tiền lên đầu con gái, hoặc tặng những lễ vật ngụ ý cung chúc cát tường, trong khi các cô gái trẻ nhảy múa tưng bừng theo điệu nhạc. Tục lệ này sẽ được cử hành từ sáng sớm tới đêm khuya để đánh dấu một bước ngoặt lớn trong cuộc đời của cô dâu.
Sở dĩ nơi cử hành phong tục này phải diễn ra tại phòng tắm công cộng, bởi người Thổ Nhĩ Kỳ tin rằng đây là nơi nảy mầm và chứng giám cho những mối tình vĩnh cửu.

### Ở Mỹ

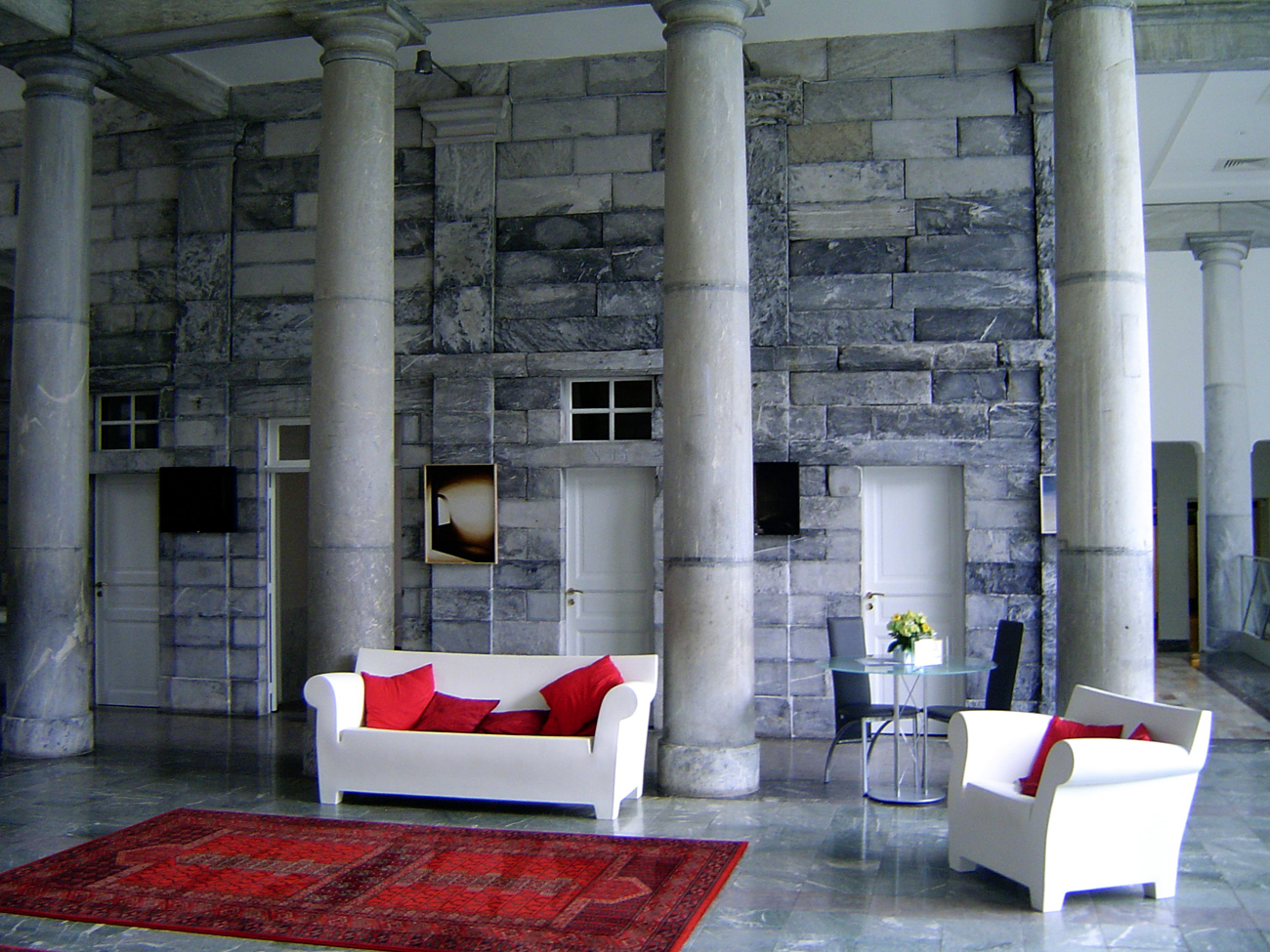
Nội thất tại nhà tắm công cộng

Ở Mỹ, các nhà tắm công cộng New York còn là nơi có diễn ra các hoạt động tình dục (làm tình nơi công cộng) nhất là những người đồng tính. Đối với nhiều người đồng dục nam ở New York, khu nhà tắm công cộng mở cửa 24 giờ gồm East Side Club và West Side Club vẫn là địa điểm tìm kiếm tình dục ưa thích và không bị quản lý, cho dù xu hướng hiện nay là ngày càng nhiều dân gay lên mạng tìm bạn tình. 
Các nhà tắm kiểu này từng bị hạn chế hoạt động hồi giữa thập kỷ 80, khi thành phố đóng cửa chúng nhằm hạn chế sự lây lan của bệnh AIDS. Chúng vẫn tồn tại cho đến bây giờ, bởi có thể cung cấp cho các khách quen thứ mà quán bar hay Internet không thể - sex gần như an toàn trong một môi trường an toàn.
Cũng tại Mỹ, một số nơi như thành phố Saugatuck có quy định nguyên tắc các nhà tắm công cộng phải được vệ sinh hai lần mỗi ngày, tuy vậy nhà tắm công cộng vẫn nhanh chóng dơ bẩn vì quá đông du khách ra vào, nhất là những dịp cuối tuần do vậy thành phố đã yêu cầu vệ sinh nhà tắm thường xuyên.

### Thông tin khác
Nhà tắm công động đôi khi xảy ra nhiều sự cố, vụ án như vụ sát hại tổng cộng 10 người xảy ra ở một địa bàn thuộc Trung Quốc trong đó thi thể các nạn nhân đều được tìm thấy trong nhà tắm công cộng hay như vụ nhà tắm công cộng 5 tầng ở thành phố Daegu (cách thủ đô Seoul của Hàn Quốc 300 km về phía Nam) đã bị hỏa hoạn khiến ít nhất 5 người chết, 2 người mất tích và 43 người bị thương.